# SN 2010dv
SN 2010dv – supernowa odkryta 4 czerwca 2010 roku w galaktyce NGC 3903. W momencie odkrycia miała maksymalną jasność 17,50m.